# Bidens occidentalis
Bidens occidentalis là một loài thực vật có hoa trong họ Cúc. Loài này được (Hutch. & Dalziel) Mesfin mô tả khoa học đầu tiên năm 1985.